# 油彩

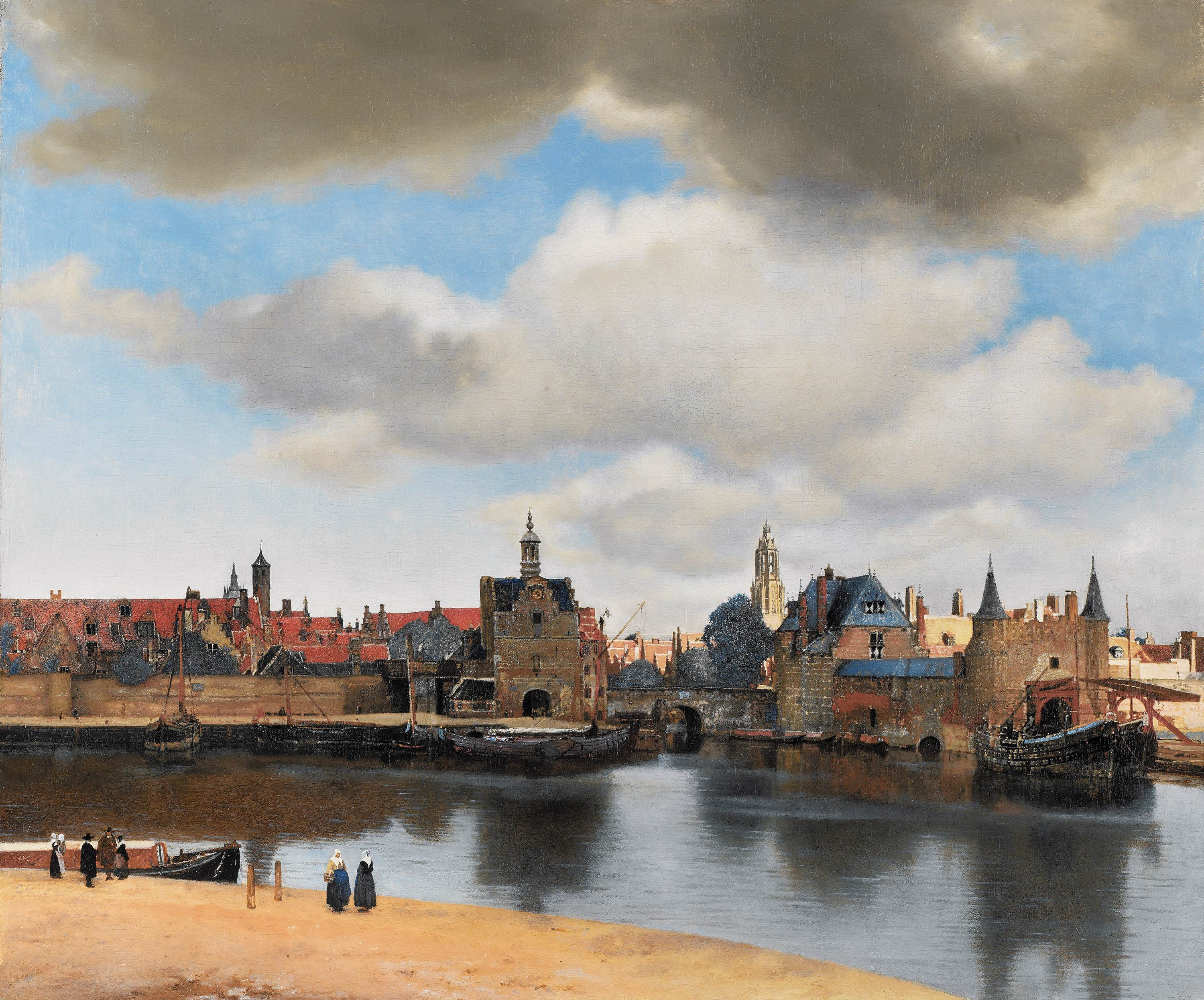
扬·弗美爾的油畫作品《代尔夫特风景》（View of Delft）。

油彩是一種塗料，由顏料與亁性油混合而成，最早可見於13世紀的英格蘭，原本是裝潢用的材料。不過到了15世紀之後，開始廣泛使用於美術作品中。